# Liste der Werke von Jean-Luc Darbellay
Jean-Luc Darbellay (* 2. Juli 1946 in Bern) komponierte über 250 Werke aller Gattungen.

## Werke

### Bühnenmusik
- C'est un peu d'eau qui nous sépare (1989). Kammeroper. Libretto: Alain Rochat. UA 13. Oktober 1989 Lausanne (Chœur Bis, Ludus Ensemble, Dirigent: Jean-Luc Darbellay)

### Orchestermusik
- Concerto (1989) für Violoncello und Ensemble. UA 14. November 1989 Paris (Grand Auditorium de Radio France, Hansei Karttunen [Violoncello], Ensemble Denosjours, Dirigent: Jean-Luc Darbellay)
- Pranam III (1992) für Solo-Violoncello und Ensemble. UA 7. Juni 1992 Perugia (Quaderni Perugini di Musica contemporanea, Siegfried Palm [Violoncello], Ensemble dei Quaderni Perugini di Musica Contemporanea, Dirigent: Jean-Luc Darbellay)
- Pranam IV (1995) für Violoncello und Ensemble. UA 19. November 1995 Halle (Konzerthalle, Siegfried Palm [Violoncello], MDR Kammerphilharmonie, Dirigent: Jean-Luc Darbellay)
- Incanto (1995) für Horn und großes Orchester. UA 2. März 1995 Plauen (Theater, Jean Uwe Weisz [Horn], Philharmonisches Orchester des Vogtland-Theaters, Dirigent: Paul Theissen)
- Chandigarh (1996) für 17 Instrumente. UA 24. Oktober 1996 Biel (Farelsaal, Elsbeth Darbellay [Bassetthorn], Nouvel Ensemble Contemporain, Dirigent: Jean-Luc Darbellay)
- Suite (1998) für Brassband. UA 1. Juli 1998 Thun (Nationale Jugend Brassband Schweiz, Dirigent: Jan Van der Roost)
- Con fuoco (1998) für Orchester. UA 14. Mai 1998 Plauen (Philharmonisches Orchester des Vogtland-Theaters Plauen, Dirigent: Gunter Kahlert)

- Neuer Titel Ondes fugitives (1999). UA 23. April 1999 Stuttgart (Südwestrundfunk, Radio-Sinfonieorchester Stuttgart, Dirigent: Johannes Harneit)

- Oyama (2000) für Orchester. UA 13. September 2000 Genf (Victoria Hall, Orchestre de la Suisse Romande, Dirigent: Fabio Luisi)

- Neufassung. UA 23. November 2007 Hongkong (Hong Kong Cultural Centre, Hong Kong Philharmonic Orchestra, Dirigent: Tsung Yeh)
- Neufassung. UA 1. Oktober 2009 Kiew (Kiev State Philharmonic, Dirigent: Nicolas Farine)

- Mégalithe (2001) für Horn und Solistenensemble. UA 7. September 2001 Neuchâtel (Laténium, Olivier Darbellay [Horn], Nouvel Ensemble Contemporain, Dirigent: Jean-Luc Darbellay)
- Aurora (2002) für Orchester. UA 5. September 2002 Locarno (Chiesa San Francesco, Orchestra della Svizzera italiana, Dirigent: Michael Stern)
- A Quattro (2002) für 4 Hörner und Orchester. UA 31. Januar 2002 Bern (Kultur Casino, Thomas Müller, Olivier Darbellay, Daniel Lienhard, Matteo Ravarelli [Horn], Berner Symphonieorchester, Dirigent: Petri Sakari)
- Ondes (2002) für Orchester. UA 26. April 2002 Bern (Kultur Casino, Berner Symphonieorchester, Dirigent: Dmitri Kitajenko)
- Alea (2003) für Violine und Orchester. UA 17. Januar 2003 Bern (Gare du Nord, Festival L’art pour l’Aar, Esther Hoppe [Violine], Kammerorchester Basel, Dirigent: Jürg Wyttenbach)
- Alizé (2006) für Bassklarinette (Kontrabassklarinette) und Orchester. UA 18. Januar 2006 Biel (Kongresshaus, 5. Sinfoniekonzert, Bieler Symphonieorchester, Dirigent: Jost Meier)
- Escales (2006) für Horn und Streichorchester. UA 25. März 2006 Grenchen (Parktheater, Olivier Darbellay [Horn], Stadtorchester Grenchen, Dirigent: Rudolf E. Baumann)

- Version für 2 Schlagzeuger und Streichorchester. UA 25. März 2006 Grenchen (Parktheater, Emil Bolli, Silvan Bolle [Schlagzeug], Stadtorchester Grenchen, Dirigent: Rudolf E. Baumann)

- Echos (2007). Dialog für Horn und großes Orchester. UA 7. Dezember 2007 Montpellier (Festival Présences de Radio France, Orchestre Philharmonique de Radio France, Dirigent: Ilan Volkov)
- Tschara (2007). Konzert für Flöte und Orchester. UA 20. Juni 2007 Biel (Bieler Symphonieorchester, Dirigent: Kaspar Zehnder)
- Zephyr (2008) für Klarinette und Kammerorchester. UA 5. April 2008 Prag (Rudolfinum, Stephan Siegenthaler [Klarinette], Prague Philharmonia, Dirigent: Kaspar Zehnder)
- Man (2009) für Horn und Orchester. UA 18. Februar 2009 Biel (Kongresshaus, Olivier Darbellay [Horn], Bieler Symphonieorchester, Dirigent: Thomas Rösner)
- Noori (2011) für Violine, Horn und Streichorchester. UA 4. August 2011 Champéry (Kirche, Festival „rencontres musicales“, Noëlle-Anne Darbellay [Violine], Olivier Darbellay [Horn], Ensemble Tibor Varga, Dirigent: Jean-Luc Darbellay)
- Cosmos (2011) für Perkussion und Orchester. UA 31. Oktober 2011 Lausanne (Salle Métropole, Evelyn Glennie [Perkussion], Orchestre de Chambre de Lausanne, Dirigent: Pascal Rophé)
- ECO (2013) für Alphorn und Orchester. UA 28. Februar 2013 Brünn, (Janáček-Theater, Radek Baborák [Alphorn], Philharmonie Brünn, Dirigent: Kaspar Zehnder)
- Trittico (2014) per corno delle alpi, corno naturale, corno francese ed orchestra. UA 25. Oktober 2014 Zürich (Opernhaus, Olivier Darbellay [Hörner], Orchester Philharmonia Zürich, Dirigent: Fabio Luisi)
- Convergences (2014) für großes Orchester. UA 27. November 2014 Bern (Kultur Casino, Berner Symphonieorchester, Dirigent: Mario Venzago)
- Résonances (2014) für Alphorn und Streicher. UA 21. Dezember 2014 Fribourg (St.-Theresien-Kirche, Olivier Darbellay [Alphorn], Orchestre des jeunes de Fribourg, Leitung: Théophanis Kapsopoulos)
- Once upon a time (2015) für Alphorn und Streicher. UA 30. Mai 2015 Zürich (Tonhalle Zürich, Olivier Darbellay [Horn], Camerata Zürich, Leitung: Igor Karsko)
- Lueur de l’aube (2015) für Kammerorchester. UA 10. September 2015 Bern (Konservatorium, Berner Kammerorchester, Leitung: Philippe Bach)
- Anges – l’univers mystérieux de Paul Klee (2016) für Orchester. UA 7. Dezember 2016, Genf (Victoria Hall, Orchestre de la Suisse Romande, Leitung: Hartmut Haenchen)

### Kammermusik
- Edes – Hommage à E(dison) De(ni)s(sov) (1989) für 2 Flöten und Klarinette. UA 16. August 1989 Luzern (Konservatorium, Meisterkurs Edison Denisov, Anna-Katharina Graf [Flöte], Daniel Pfister [Flöte], Martin Imfeld [Klarinette])
- la (1989) für Klarinette, Violine, Violoncello, 2 Stimmgabeln. UA 2. Juni 1989 Carouge (Annemarie Dreyer [Violine], Erich Plüss [Violoncello], Walter Stauffer [Klarinette])
- Octuor à vent (1991) für Bläserensemble. UA 11. August 1991 Bern (Französische Kirche, Ludus Ensemble, Dirigent: Jean-Luc Darbellay)
- Interférences (1991) für Flöte, Oboe und Horn. UA 25. Mai 1991 Bern (Johanneskirche, Konzertgesellschaft Neue Horizonte, Besse Welsh [Flöte], Markus Häberling [Oboe] Denise Streit [Horn])
- Cantus (1993) für Horn und Orgel. UA 3. Juli 1993 Altenburg (Schlosskirche, Jens-Uwe Weisz [Horn], Felix Friedrich [Orgel])
- Oréade (1993) für Klarinette und Streichtrio. UA 5. September 1993 Luzern (Konservatorium, Internationale Musikfestwochen Luzern, Dani Häusler [Klarinette], Sofia Dodds [Violine], Eva Lüthi [Violoncello])
- À la recherche (1994) für Ensemble. UA 6. November 1994 Boswil (Alte Kirche, ensemble recherche, Dirigent: Roland Kluttig)

- Version für 9 Instrumente. UA 26. Mai 1995 Moskau (Haus der Komponisten, AZM Ensemble, Dirigent: Alexei Vinogradov)

- Itinéraires (1994) für 2 Violoncelli. UA 7. Mai 1994 Moskau (Konservatorium, Christine Lacote, Mark Varshavsky [Violoncello])
- Elégie (1994) für Orchester. UA 18. Dezember 1994 Neuchâtel (Orchestre Symphonique Neuchâtelois, Dirigent: Theo Loosli)
- Images perdues (1995) für Violoncello und Klavier. UA 5. März 1995 Paris (Centre culturel suisse, Musique du Dimanche, Walter Grimmer [Violoncello], Stefan Fahrni [Klavier])
- Appels (1995) für 2 Hörner. UA 1. Juni 1995 Bern (Rosengarten, Olivier Alvarez [Horn], Olivier Darbellay [Horn, Naturhorn])
- Signal (1995) für 2 Hörner (auch Naturhörner). UA 13. Juni 1995 Bern (Rosengarten, Olivier Alvarez [Horn], Olivier Darbellay [Horn, Naturhorn])
- Écumes (1996) für Streichquartett. UA 29. April 1996 Montreal (Salle Pierre-Mercure, Quatuor Morency)
- Néva (1996). 2. Streichquartett. UA 20. Oktober 1996 Bern (Radiostudio, New Philharmonic Quartet)
- Ein Garten für Orpheus (1996) für Bassetthorn, Horn und Streichquartett. UA 5. Dezember 1996 Dessau (Bauhausbühne, Ensemble 20, Dirigent: Jean-Luc Darbellay)

- Version für Bassetthorn, Horn und 9 solistische Streicher (auch Streichorchester; alle Streicherstimmen geteilt ausser Kontrabass). UA 12. März 2006 Mulhouse (Temple Saint-Paul, Ludus Ensemble, Dirigent: Jean-Luc Darbellay)

- Empreintes (1996) für Klaviertrio. UA 20. September 1996 Bern (Radiostudio, Moscow Rachmaninov Trio)
- Accents (1997) für Altsaxophon und Horn. UA 2. März 1997 Luxemburg (Marc Sieffert [Saxophon], Olivier Darbellay [Horn])
- Valère (1997) für Violine und Klavier. UA 14. August 1997 Sion (Konservatorium, Natascha Lomeiko [Violine], Jean-Jacques Balleys [Klavier])
- A Tre (1997) für Oboe, Violine, Klavier. UA 6. Juli 1997 Litomyšl (Schloss, Jan Adamus [Oboe], Jitka Adamusova [Violine], Kveta Novotná [Klavier])
- Sozusagen (1997/99) für Oboe, Fagott, Viola und Gitarre. 17 Miniaturen. UA 28. Juni 1999 Leipzig (Museum der bildenden Künste, MDR-Musiksommer, Ensemble Sortisatio)
- Call (1998) für 2 Ventil-, 2 Naturhörner und Klavier. UA 1. Oktober 1998 Bern (Konservatorium, Thomas Müller, Bruno Schneider, Philippe Bach, Olivier Darbellay [Horn], Jan Schultsz [Klavier])
- Chant d'adieux (1998) für Klarinette und Bassetthorn. UA 4. Juni 1998 Eisenach (Wartburg, Jean-Luc Darbellay [Klarinette], Elsbeth Darbellay [Bassetthorn])

- Version für Violine und Violoncello. UA 4. Juni 2006 (Theater Schloss Cappenberg, Mirijam Contzen [Violine], Peter Hörr [Violoncello])
- Version für 2 Violoncelli. UA 19. Mai 2007 St. Petersburg (Haus der Komponisten, Christine Lacoste, Mark Varshavsky [Violoncello])
- Version für Streichquartett. UA 24. März 2009 Bern (Nydeggkirche, Leipziger Streichquartett)

- Lumières (1998) für Oktett. UA 16. Januar 1999 Greifensee (Landenberghaus, Ensemble Antipodes, Dirigent: Jean-luc Darbellay)
- Odes Brèves (1998) für Saxophon, Violine, Violoncello. UA 10. November 1998 Halle (Händel-Haus, Nathalie Chee [Violine], Marc Sieffert [Saxophon], Peter Hörr [Violoncello])
- Shadows (1998/99) für 5 Schlagzeuger. UA 9. Juli 2000 Weggis (Pfarrkirche, Percussion Art Ensemble Bern)
- Kantha Bopha (1999) für Cello Solo und Cello-Orchester. UA 3. Dezember 1999 Bern (Musikfestival Bern, Französische Kirche, Siegfried Palm [Violoncello], Dirigent: Jean-Luc Darbellay)
- Gestes-Effleurements (1999) für Streichtrio. UA 17. November 1999 Seoul (Yulim Art Hall, Streiff-Trio)
- Nova (1999). UA 23. August 1999 Lagonegro (Duo NOVA)
- Dolmar (2000) für Bassklarinette, Violoncello und Klavier. UA 15. Februar 2000 Paris (Maison de Radio France, Présences, Ensemble Accroche Note)
- Lux (2000). 6 Miniaturen für die Luxemburger Sinfonietta. UA 13. Januar 2000 Luxemburg (Villa Louvigny, Luxembourg Sinfonietta, Dirigent: Marcel Wengler)
- Espaces Magiques (2001) für Naturhorn und Klavier. UA 19. Juli 2001 Guebwiller (Augustinerkloster, Montpellier Festival, Olivier Darbellay [Naturhorn], Patrizio Mazzola [Klavier])
- Azur (2001). Quartett für 4 Hörner. UA 14. November 2001 Leipzig (Altes Rathaus, Leipziger Hornquartett)
- Mania (2001) für 7 Instrumente. UA 30. April 2001 Bern (Radiostudio, Ensemble Accroche Note, Dirigent: Jean-Luc Darbellay)
- Alani (2003) für Violine, Horn und Klavier. UA 16. März 2003 Martigny (Fondation Louis Moret, heure musicale, Trio Orion)
- Lo Spirito assoluto (2003) für Flöte, Violine und Klavier. UA 25. März 2003 Rom (Goethe-Institut, Hommage à Breccia, Massimo Bacci [Violine], Luisa Sello [Flöte], Angela Pardo [Klavier])
- Dix Aphorismes (2003) für 2 Altsax. UA 1. Juli 2003 Fribourg (Centre le phénix, Philippe Savoy [Saxophone], David Zumofen [Saxophone])
- Regarde (2003) für Bassetthorn, Altsax, Horn und Streichquartett. UA 26. Oktober 2003 Porrentruy (Collège Thurmann, Festival du Jura: Portraitkonzert, Noelle-Anne Darbellay [Violine, Gesang und Rezitation], Olivier Darbellay [Horn], Ensemble Orion, Dirigent: Jean-Luc Darbellay)
- Nocturne (2004) für Klaviertrio. UA 16. Februar 2004 Genf (Palais des Nations, Moscow Rachmaninov Trio)

- für Klavierquartett. UA 22. Februar 2016 Prag (Neustädter Rathaus, Josef Suk Piano Quartet)
- für Flöte, Viola und Harfe. UA 11. März 2017 Biel (Farelsaal, Polina Peskina [Flöte], Gwenaëlle Kobyliansky [Viola], Johanna Baer [Harfe])

- Postojna (2004) für Ensemble. UA 10. Juli 2005 Ljubljana (Schlosskonzerte, Ensemble for Contemporary Music MD7)
- Concerto discreto (2005) für Bassetthorn, Horn und Streichquartett. UA 14. Februar 2005 Bonn (Arithmeum, Concerto Discreto, Olivier Darbellay [Horn], Noelle-Anne Darbellay [Violine], Orion Ensemble, Dirigent: Jean-Luc Darbellay)
- Reflets (2005, hommage à Olivier Messiaen) für Klarinette, Violine, Violoncello und Klavier. UA 17. September 2005 Warstein (Stephan Siegenthaler [Klarinette], Ralf Gothóni [Violine], Peter Hörr [Cello], Cora Irsen [Klavier])
- Al Furioso (2005) für Perkussion und Klavier. UA 27. September 2005 Linz (Brucknerfest, Ancuza Aprodu [Klavier], Thierry Miroglio [Percussion])
- Vagues (2006) für Ensemble. UA 5. November 2006 Minden (St. Martini, Ensemble Horizonte, Dirigent: Jörg Peter Mittmann)
- Mégalithe – Lutéce (2007) für Horn und Ensemble. UA 26. Juni 2007 Bern (Französische Kirche, Olivier Darbellay [Horn], Ludus Ensemble, Dirigent: Jean-Luc Darbellay)
- VIF (2008) für 4 Fagotte. UA 10. Mai 2008 Berlin (Akademie Rheinsberg, Quadriga Fagott Ensemble)
- Acqua (2009) für Violine, Violoncello und Klavier. UA 7. August 2009 Champéry (Festival des rencontres musicales, Trio Not Abene)
- Asia (2009) für Flöte (Altflöte), Viola und Harfe. UA 26. Januar 2009 Lausanne (Conservatoire, Trio Nomade)
- Miniaturen (2009) für Flöte (Altflöte), Bassklarinette, Violine, Violoncello, Kontrabass und Klavier. UA 14. November 2009 Bern (Zentrum Paul Klee, Paul Klee Ensemble)
- Vela (2009) für Violine, Horn und Orgel. UA 27. Juni 2009 Torshavn (Noëlle-Anne Darbellay [Violine], Olivier Darbellay [Horn], Hans Eugen Frischknecht [Orgel])
- L'Aar (2010) für Video und Ensemble. UA 8. Januar 2010 Bern (Festival L’art pour l’Aar, Ensemble Horizonte, Dirigent: Jörg-Peter Mittmann)
- Omaggio a Giorgio (2011) für Oboe, Fagott und Klavier. UA 8. Februar 2011 Lugano (RSI Auditorium Stelio Molo, Ensemble di fiati '900 del CSI)
- Waves (2011) für 2 Flöten. UA 25. Februar 2011 Bern (Festival L'art pour l'Aar, Französische Kirche, Elisabeth Weinzierl, Edmund Wächter [Flöte])
- Vivo (2011) für Oboe, Klarinette, Horn und Fagott. UA 7. April 2011 Moskau (International Performing Arts Center, Kurt Meier [Oboe], Stephan Siegenthaler [Klarinette], Olivier Darbellay [Horn], Heidrun Wirth [Fagott])
- Loons (2011) für Violine, Viola, Klarinette und Bassetthorn. UA 24. November 2011 Bern (Galerie Cerny, Jean-Luc Darbellay [Klarinette], Elsbeth Darbellay [Bassetthorn], Noëlle-Anne Darbellay [Violine], Francisco Sierra [Viola])
- avec élan (2012) für Violine und Klavier. UA 28. Januar 2013 Gstaad (Sommets musicaux de Gstaad, Chapelle de Gstaad, Callum Smart [Violine], Gordon Back [Klavier])
- avec calme et sérénité (2012) für Violine und Klavier. UA 29. Januar 2013 Gstaad (Sommets musicaux de Gstaad, Chapelle de Gstaad, Chansik Park [Violine], Tamara Atschba [Klavier])
- avec feu et fluidité (2012) für Violine und Klavier. UA 30. Januar 2013 Gstaad (Sommets musicaux de Gstaad, Chapelle de Gstaad, Yuri Revich [Violine], Lily Maisky [Klavier])
- avec élégance et fantaisie (2012) für Violine und Klavier. UA 2. Februar 2013 Gstaad (Sommets musicaux de Gstaad, Chapelle de Gstaad, Lara Kusztrich [Violine], Sophie Pacini [Klavier])
- avec émotion et frénésie (2012) für Violine und Klavier. UA 3. Februar 2013 Gstaad (Sommets musicaux de Gstaad, Chapelle de Gstaad, Albrecht Menzel [Violine], Moon Young Chae [Klavier])
- avec ferveur et virtuosité (2012) für Violine und Klavier. UA 4. Februar 2013 Gstaad (Sommets musicaux de Gstaad, Chapelle de Gstaad, Lukas Stepp  [Violine], Julia Kammerlander [Klavier])
- Über Wasser (2012) für Oboe, Fagott, Viola und Gitarre. UA 29. Januar 2013 Winterthur (musica aperta, Kunstmuseum, Ensemble Sortisatio)

- Neue Version. UA November 2016 Leipzig (MDR-Probensaal, Ensemble Sortisatio)

- Rencontres (2013) für Violine und Kontrabass. UA 19. Januar 2013 Bern, Französische Kirche (Noëlle-Anne Darbellay [Violine], Edicson Ruiz [Kontrabass])
- Songe (2013) für Akkordeon und Streichtrio. UA 1. Februar 2013 Martigny (Fondation Moret, Ensemble Carpe Dièse)
- Namgang (2013) für Klarinette und Streichquartett. UA 2. Juli 2013 Bern (Hochschule der Künste Bern, Ensemble ECLAT Korea, Leitung: Jim Soo Kim)
- Mythos (2013) für Ensemble. UA 27. September 2013 Detmold (Martin Luther-Kirche, Ensemble Horizonte, Leitung: Jörg-Peter Mittmann)
- Pieve Caina (2013) für Ensemble. UA 26. Oktober 2013 Winterthur (musica aperta, Theater am Gleis, MDI Ensemble Milano, Leitung: Robert HP Platz)
- Genesis (2014) für Ensemble. UA 31. Januar 2014 Düsseldorf (Festival Schönes Wochenende, Tonhalle Düsseldorf, Ensemble Notabu, Leitung: Mark-Andreas Schlingensiepen)
- Anthémoz (2016) für Alphorn/Horn und Streichtrio. UA 4. August 2016 Champéry (Rencontres musicales de Champéry, Temple, Olivier Darbellay [Alphorn und Horn], Streichtrio des Orion Ensembles)
- Dialogues (2016) für vier Schlagzeuger. UA 6. November 2016 Uettligen (Reberhaus, Percussion Art Ensemble)
- Runa (2017) für Ensemble. UA 30. Mai 2017 Bern (Festival L’art pour l’Aar, Dampfzentrale Bern, Ensemble Proton Bern, Leitung: Matthias Kuhn)
- …bei einem Engel, irgend… (2017) für Ensemble. UA 2. Juni 2017 Hamburg (Christianskirche, Ensemble Horizonte Detmold, Leitung: Jörg-Peter Mittmann)
- Hommage à Schubert (2017) für Streichtrio. UA 9. September 2017 Yverdon (Temple d’Yverdon, Susanna Fini [Violine], Noëlle-Anne Darbellay [Viola] und René Camacaro [Violoncello])

### Chormusik
- Aube Imaginaire (1994). Text: Alain Rochat. UA 11. Dezember 1994 Sion (Eglise des Jésuites, Chœur Novantiqua, Dirigent: Bernard Héritier)
- Ground II (1997) für Sopran, Doppelchor SATB/SATB und 2 Klaviere. Text: Clayton Eshleman. UA 18. Februar 1998 Bern (Konservatorium, Eva Schwaar, Franziska Rieder [Klavier], Amadeus Chor, Dirigent: Christian Henking)
- Requiem (2005) für Soli, Chor und Orchester. UA 20. November 2005 Leipzig (Gewandhaus, Matinéekonzert, Julie Kaufmann [Sopran], Iris Vermillion [Alt], Christoph Genz [Tenor], Markus Marquardt [Bass], MDR-Sinfonieorchester, MDR-Rundfunkchor, Dirigent: Fabio Luisi)

- Neufassung. UA 26. März 2010 Luzern (Jesuitenkirche, Lucerne Festival zu Ostern, Barbara Locher [Sopran], Liliane Zürcher [Alt], Rolf Romei [Tenor], Michel Brodard [Bass], Akademiechor Luzern, Chœur de chambre de l'Université de Fribourg, Junge Philharmonie Zentralschweiz, Dirigent: Emilio Pomàrico)

- Es war ein Kind, das wollte nie (2006) für agierende, rezitierende, singende und spielende Violinistin, Horn und gemischten Chor S/A/T/B. UA 13. Oktober 2006 Ernen (Dorfkirche, Noëlle-Anne Darbellay [Violine], Olivier Darbellay [Horn], Singschule St. Gallen [gemischter Chor], Leitung: Monica Buckland)

- Neue Fassung für rezitierende Violinistin, Horn und Ensemble. Text: Guy Krneta. UA 3. Juni 2007 Bern (Konservatorium, Noëlle-Anne Darbellay [Violine], Olivier Darbellay [Horn], Luxembourg Sinfonietta, Dirigent: Jean-Luc Darbellay)
- Version für sprechende Geigerin. Text: Guy Krneta, über das gleichnamige Bild von Paul Klee. UA 29. April 2008 Bern (Festival L’art pour l’Aar, Galerie r a u m, Noëlle-Anne Darbellay [Violine])

- Eternel (2007) für Kinderchor und 3 Violoncelli. UA 14. Mai 2007 Beauvais

### Vokalmusik
- Sept poèmes romands (1986) für Mezzosopran, Flöte, Klarinette und Bassetthorn (oder 2 Klar, B-Hn). UA 24. April 1986 Lausanne (Conservatoire, Manuela Mumenthaler [Mezzosopran], Mirella Donadini [Flöte], Curzio Petraglio [Klarinette], Annette Balissat [Bassetthorn])

- Neue Version. UA. 18. November 2011 Rouen (Salle des mariages/Hôtels de ville de Rouen, Nathalie Beauval [Sopran], Marc Sieffert, Asdrubal Bandeira und Altamiro Rocha [Saxophon])
- Neue Version. UA 12. November 2012 Paris (Kirche St-Roch, Nathalie Beauval [Sopran], Marc Sieffert, Asdrubal Bandeira und Altamiro Rocha [Saxophon])
- Neue Version. UA 29. Januar 2017 Mulhouse (Temple St. Paul, Kai Wessel [Countertenor], Noëlle-Anne Darbellay [Violine], Francisco Sierra [Viola], Elsbeth Darbellay [Bassetthorn])

- Ground I (1997) für Sprecher und Altsaxophon. Text: Clayton Eshleman. UA 10. Mai 1997 Paris (Théâtre Molière, Festival franco-anglais de poésie, Marc Sieffert [Saxophon], Jean-Luc Debattice [Sprecher])
- Été gelé (2003) für Sopran, Bassetthorn und Violoncello. UA 7. April 2003 Lausanne (Conservatoire, Ensemble Accroche Note)
- Delphes des trois fois (2004) für Sopran, Bassklarinette, Horn, Violoncello und Schlagzeug. Text: Sylviane Dupuis. UA 15. Januar 2005 Bern (Französische Kirche, Ensemble Accroche Note)
- Dernière lettre à Théo (2010) für Bariton und großes Orchester auf die gleichnamige Erzählung von Metin Arditi auf Theo. UA 18. Februar 2010 Genf (Victoria Hall, Rudolf Rosen [Bariton], Orchestre de la Suisse Romande, Dirigent: Klaus Weise)
- Einst (2010) für Mezzosopran, Violine, Horn und Fagott. UA 6. März 2010 Thun (Rathaus, Sabine Kaipainen [Mezzosopran], Noëlle-Anne Darbellay [Violine], Olivier Darbellay [Horn], Tuomas Kaipainen [Fagott])

- Version für Mezzosopran, Englischhorn und Klavier. UA 29. August 2010 Helsinki (Helsinki Festival, Sabine Kaipainen [Mezzosopran], Tuomas Kaipainen [Englischhorn])
- Version für Violine und Stimme. UA 18. September 2011 Sion (Evangelisch-reformierte Kirche, Noëlle-Anne Darbellay [Violine, Stimme])

- Soliloquaubordunlac (2011) für Sprecher und Violine. Texte: Claude Held. UA 18. Juni 2011 Paris (Auditorium St. Germain, Jean-Luc Darbellay [Sprecher], Francisco Sierra [Viola])
- Paulette (2011) für Violine und Stimme. Texte: Guy Krneta. UA 18. Juni 2011 Paris (Auditorium St. Germain, Week-end poésie et musique – musique et poésie, Noëlle-Anne Darbellay [Violine, Stimme])
- Note sur le temps personnel et cosmique (2011) für Sprecher und Violine. Texte: Gabrielle Althen. UA 18. Juni 2011 Paris (Auditorium St. Germain, Jean-Luc Darbellay [Sprecher], Francisco Sierra [Viola])
- Mater Dolorosa (2011) für Violine, Altsaxophon, Klavier und Sprecher. Text: François Debluë. UA 17. Juni 2011 Paris (Auditorium St. Germain, Festival franco-anglais de poésie, Hélène Sieffert [Violine], Marc Sieffert [Altsaxophon], Christine Marchais [Klavier], Jean-Luc Darbellay [Sprecher])
- La voix de M. Temple (2011) für Sprecher und Violine. Texte: Shizue Ogawa. UA 18. Juni 2011 Paris (Auditorium St. Germain, Festival franco-anglais de poésie, Jean-Luc Darbellay [Sprecher], Francisco Sierra [Violine])
- Kunigundulakonfiguration (2015) für Sopran, Bass, Flöte und Klavier. Text: Hans Arp. UA 17. Januar 2015 Basel (Elisabethenkirche, Mondnacht-Ensemble)
- Ville (2016) für Sprecher und Bassetthorn. UA 11. Juni 2016 Paris (Festival franco-anglais de poésie Paris, Librairie Alban Caussé, Yekta [Sprecher], Elsbeth Darbellay [Bassetthorn])

### Solowerke
- Espaces (1984, Hermann Baumann gewidmet) für Bassetthorn solo ohne Streicherbegleitung. UA 5. September 1984 Bern (Jean-Luc Darbellay [Bassetthorn])

- Version für Horn solo mit Streicherbegleitung. UA 16. September 1995 Frutigen (Kirche, Elsbeth Darbellay [Bassetthorn], Ludus Ensemble, Dirigent: Jean-Luc Darbellay)
- für Trichtergeige. UA 8. Mai 2014 St. Gallen (Kunstmuseum St. Gallen, Noëlle-Anne Darbellay [Trichtergeige])

- Plages (1985) für Englischhorn oder A-Saxophon

- Version für Heckelphon. UA 6. Juni 2008 Bern (Alain Girard)

- Introduzione-Tranquillo-Con Brio (1994) für Trompete solo. UA 14. Januar 2002 Leipzig (Hochschule für Musik und Theater „Felix Mendelssohn Bartholdy“ Leipzig, Steffen Naumann [Trompete])
- Solo (1995) für Violoncello. UA 16. Mai 1995 Prag (Palais Lichtenstein, Siegfried Palm [Violoncello])
- "S" (2003) für Violoncello solo. UA 30. August 2003 Liestal (Viva Cello, Stadtkirche, Siegfried Palm [Violoncello])
- B-A-C-H (2003) für Violine solo. UA 29. Mai 2003 Bukarest (Radio Studio, Egidius Streiff [Violine])

- Fassung für 2 Perkussionisten. UA 23. März 2007 Bévilard (Kinderkonzert für Schulklassen, Julien Annoni, Olivier Membrez [Percussion])
- Version für Viola solo. UA 11. März 2008 Winterthur (Kunstmuseum, Matthias Sannemüller [Viola])
- Version für Fagott solo. UA 6. Juni 2008 Bern (Französische Kirche, Festival L’art pour l’Aar, Nicolas Rihs [Fagott])
- Neue Version für Viola solo. UA 13. September 2011 Sion (Mediathek, Francisco Sierra [Viola])
- Neue Version für Fagott. UA 1. Juli 2012 Brienz (Grandhotel Giessbach, Monika Schneider [Fagott])
- Version für Viola d’amore. UA 3. Januar 2015 Moskau (Rachmaninov-Saal im Moskauer Konservatorium, Florian Mohr [Viola d’amore])
- Neue Version für Viola d’amore. UA 28. Mai 2017 Bern (Johanneskirche, Florian Mohr [Viola d’amore])

- Flash (2001) für Bassklarinette solo. UA 22. Januar 2005 Meiringen (Sankt Michaelskirche, Thomas Stebler [Klarinette])
- Sentences (2009) für Klarinette solo. UA 8. Mai 2009 Riddes (Angelo Montanaro [Klarinette])

- Version für Bassklarinett. UA 9. Juni 2012 Basel (Unternehmen Mitte, Igor Kombaratov [Bassklarinette])

- Luce e colore (2009) für Altsaxophon solo. UA 9. April 2009 Paris (Denisov Symposium, Centre de documentation de la musique contemporaine, Marc Sieffert [Altsaxophon])

- Version für Viola solo. UA 13. September 2011 Sion (Mediathek Wallis, Francisco Sierra [Viola])

- avec douceur et délicatesse (2012) für Violine. UA 31. Januar 2013 Gstaad (Sommets musicaux de Gstaad, Chapelle de Gstaad, Elin Kolev [Violine])

- Version für Altsaxophon. UA 9. Mai 2012 Luzern (Hochschule für Musik, Valentin Oberson [Altsaxophon])

- Ondes Lumineuses (2015) für Perkussion solo. UA 6. September 2015 Bern (Konservatorium, Thierry Miroglio [Percussion])
- Tellurique (2016) für kleine Trommel. UA 18. März 2016 Bern (Festival L’art pour l’Aar, Französische Kirche, Sylvain Andrey [kleine Trommel])

### Klaviermusik (Solo)
- Message oublié (1997) für Klavier solo

- Version für Bassetthorn. UA 12. Juli 2008 Murten (Elsbeth Darbellay [Bassetthorn])

- Messages (2000) für Klavier solo. UA 9. März 2001 Bukarest (George Enescu Memorial Museum, Irinel Anghel [Klavier])

- Version der Nummern 1 und 3 für Violine und Viola. UA 12. Juli 2008 Murten (Deutsche Kirche, Noëlle-Anne Darbellay [Violine], Francisco Sierra [Viola])

- Miroir (2007) für Klavier solo (Hommage à Henri Dutilleux über eine Tonfolge aus dem Cellokonzert Tout un monde lointain…). UA 7. März 2007 Paris (Salle Cortot, Christine Marchai [Klavier])
- Ciel étoilé (2008) für Klavier. UA 15. Juni 2008 Brienz (Grandhotel Giessbach, Patrizio Mazzola [Klavier])
- Étoile (2014) für Klavier solo. UA 30. Mai 2014 Tokyo (Goethe-Institut, Satoko Inoue, [Klavier])
- Pagina nera (2017) für Klavier solo. UA 18. August 2017 Davos (Davos Festival – young artists in concert, Spielbox, Leonor Dill [Klavier])